# Élections législatives nauruanes de 2003
Des élections législatives se sont tenues à Nauru le 3 mai 2003. La législature nauruane ayant un mandat de trois ans, et les élections précédentes s'étant tenues en 2000, il s'agissait de l'échéance ordinaire. (Cette échéance faisait suite toutefois au décès du Président Bernard Dowiyogo lors d'une visite en Australie en mars.) L'ensemble des dix-huit sièges du Parlement national (monocaméral) devait être renouvelé.
Les partis politiques jouent traditionnellement un rôle peu important à Nauru, mais un parti, Naoero Amo (Nauru d'abord), récemment établi, présenta des candidats à cette élection. Le parti critiqua la corruption, et appela à un gouvernement « ouvert et efficace ». L'OCDE pressait en effet le pays de réformer son statut de paradis fiscal et de ne plus permettre le blanchiment d'argent.
L'un des principaux thèmes de la campagne fut le « mauvais état de l'économie […], notamment la crise des finances publiques », les fonctionnaires ayant reçu leur première paie depuis des mois la veille de l'élection.
Parmi les dix-huit députés sortants, douze furent réélus, dont le Président de la République, Derog Gioura. Le parti Naoero Amo remporta trois sièges, les quinze autres étant remportés par des indépendants. Les dix-huit députés se scindèrent en trois blocs de six, chacun soutenant un candidat. En outre, aucun député ne souhaitait prendre la présidence du Parlement, et priver ainsi d'une voix son camp. Il fallut attendre trois semaines avant que les députés de Naoero Amo n'accordent leur soutien au candidat Ludwig Scotty, lui permettant d'accéder à la présidence de la république,.
| Parti | Parti                | Résultat   | Changement par rapport à 2000 |
| ----- | -------------------- | ---------- | ----------------------------- |
|       | Naoero Amo           | 3 députés  | +3                            |
|       | Députés indépendants | 15 députés | -3                            |